# Šaš
Šaš är en ort i Kroatien.   Den ligger i länet Moslavina, i den östra delen av landet, 80 km sydost om huvudstaden Zagreb. Šaš ligger 100 meter över havet och antalet invånare är 394.
Terrängen runt Šaš är platt. Runt Šaš är det ganska glesbefolkat, med 48 invånare per kvadratkilometer. Närmaste större samhälle är Hrvatska Kostajnica, 11,7 km väster om Šaš. I omgivningarna runt Šaš växer i huvudsak lövfällande lövskog.